# Cyphon laevipennis
Cyphon laevipennis är en skalbaggsart som beskrevs av Tournier 1868. Cyphon laevipennis ingår i släktet Cyphon, och familjen mjukbaggar. Arten är reproducerande i Sverige.

## Bildgalleri

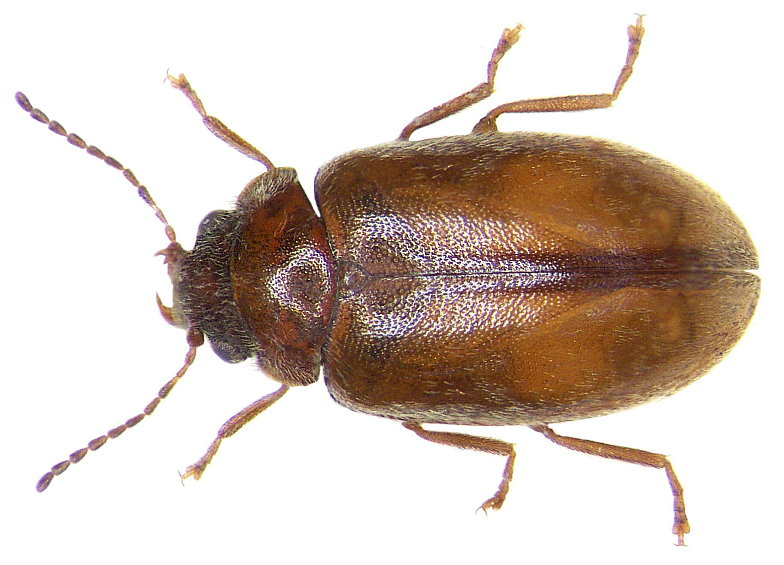